# Свирце (Лесковац)
Свирце је насељено место града Лесковца у Јабланичком округу. Према попису из 2022. било је 322 становника.

## Демографија
У насељу Свирце живи 361 пунолетни становник, а просечна старост становништва износи 43,0 година (41,2 код мушкараца и 44,9 код жена). У насељу има 103 домаћинства, а просечан број чланова по домаћинству је 4,23.
Ово насеље је у потпуности насељено Србима (према попису из 2002. године), а у последња три пописа, примећен је пад у броју становника.
|  |

| Демографија | Демографија | Демографија |
| Година      | Становника  | Становника  |
| ----------- | ----------- | ----------- |
| 1948.       | 462         |             |
| 1953.       | 498         |             |
| 1961.       | 506         |             |
| 1971.       | 516         |             |
| 1981.       | 524         |             |
| 1991.       | 480         | 480         |
| 2002.       | 436         | 439         |
| 2011.       | 422         |             |
| 2022.       | 322         |             |

| Етнички састав према попису из 2002.‍ | Етнички састав према попису из 2002.‍ | Етнички састав према попису из 2002.‍ | Етнички састав према попису из 2002.‍ | Етнички састав према попису из 2002.‍ |
| ------------------------------------ | ------------------------------------ | ------------------------------------ | ------------------------------------ | ------------------------------------ |
|                                      |                                      |                                      |                                      |                                      |
| Срби                                 | Срби                                 |                                      | 436                                  | 100,0%                               |
| непознато                            | непознато                            |                                      | 0                                    | 0,0%                                 |

| Година пописа     | 1948. | 1953. | 1961. | 1971. | 1981. | 1991. | 2002. |
| ----------------- | ----- | ----- | ----- | ----- | ----- | ----- | ----- |
| Број домаћинстава | 73    | 77    | 94    | 98    | 109   | 114   | 103   |

| Број чланова      | 1 | 2  | 3  | 4  | 5  | 6  | 7 | 8 | 9 | 10 и више | Просек |
| ----------------- | - | -- | -- | -- | -- | -- | - | - | - | --------- | ------ |
| Број домаћинстава | 8 | 19 | 13 | 15 | 23 | 10 | 6 | 8 | 0 | 1         | 4,23   |

| Пол    | Укупно | Неожењен/Неудата | Ожењен/Удата | Удовац/Удовица | Разведен/Разведена | Непознато |
| ------ | ------ | ---------------- | ------------ | -------------- | ------------------ | --------- |
| Мушки  | 190    | 39               | 136          | 14             | 1                  | 0         |
| Женски | 183    | 14               | 135          | 31             | 3                  | 0         |
| УКУПНО | 373    | 53               | 271          | 45             | 4                  | 0         |

| Пол    | Укупно                    | Пољопривреда, лов и шумарство | Рибарство                            | Вађење руде и камена | Прерађивачка индустрија       |
| ------ | ------------------------- | ----------------------------- | ------------------------------------ | -------------------- | ----------------------------- |
| Мушки  | 139                       | 114                           | 0                                    | 0                    | 11                            |
| Женски | 74                        | 71                            | 0                                    | 0                    | 2                             |
| УКУПНО | 213                       | 185                           | 0                                    | 0                    | 13                            |
| Пол    | Производња и снабдевање   | Грађевинарство                | Трговина                             | Хотели и ресторани   | Саобраћај, складиштење и везе |
| Мушки  | 0                         | 6                             | 2                                    | 0                    | 1                             |
| Женски | 0                         | 0                             | 0                                    | 0                    | 0                             |
| УКУПНО | 0                         | 6                             | 2                                    | 0                    | 1                             |
| Пол    | Финансијско посредовање   | Некретнине                    | Државна управа и одбрана             | Образовање           | Здравствени и социјални рад   |
| Мушки  | 0                         | 0                             | 0                                    | 0                    | 1                             |
| Женски | 0                         | 0                             | 0                                    | 1                    | 0                             |
| УКУПНО | 0                         | 0                             | 0                                    | 1                    | 1                             |
| Пол    | Остале услужне активности | Приватна домаћинства          | Екстериторијалне организације и тела | Непознато            | Непознато                     |
| Мушки  | 4                         | 0                             | 0                                    | 0                    | 0                             |
| Женски | 0                         | 0                             | 0                                    | 0                    | 0                             |
| УКУПНО | 4                         | 0                             | 0                                    | 0                    | 0                             |